# Concattedrale di Baltimora
La concattedrale di Baltimora (in inglese: Basilica of the National Shrine of the Assumption of the Blessed Virgin Mary) è una basilica consacrata all'Assunzione della Vergine Maria.
È la cattedrale cattolica più antica degli Stati Uniti; oggi è concattedrale dell'arcidiocesi di Baltimora. Essa è considerata l'opera probabilmente più significativa realizzata da Benjamin Latrobe, ritenuto il "padre dell'architettura americana".

## Storia
La chiesa venne costruita tra il 1806 ed il 1821 su progetto di Benjamin Latrobe, il primo architetto professionista d'America. Le operazioni si svolsero sotto la supervisione del primo vescovo cattolico americano, John Carroll. La chiesa venne consacrata il 31 maggio 1821 dal terzo arcivescovo di Baltimora, Ambrose Maréchal, ma i lavori terminarono successivamente: nel 1832 furono aggiunte le terminazioni a bulbo sui campanili, il portico ionico, sempre su disegno di Latrobe, fu terminato nel 1863, mentre nel 1890 fu allungato il coro.
Papa Pio XI elevò la cattedrale al rango di basilica minore nel 1937. Nel 1969 essa venne inclusa nel National Register of Historic Places, e dal 1971 venne dichiarata monumento nazionale degli Stati Uniti. Nel 1993 la Conferenza dei vescovi cattolici degli Stati Uniti designò la basilica a tempio nazionale.
Tra le mura della cattedrale di Baltimora ebbero luogo molti eventi importanti, tra cui il funerale di Charles Carroll di Carrollton, l'unico cattolico a siglare la Dichiarazione d'indipendenza. Gran parte dei primi vescovi americani vennero consacrati qui. Sempre qui si tennero sette sinodi provinciali e tre sinodi arcidiocesani durante il XIX secolo, in cui si discusse del sistema scolastico cattolico con la fondazione tra le altre della Catholic University of America e si promosse l'evangelizzazione degli afro-americani e dei nativi americani. Il terzo sinodo tenutosi nella cattedrale di Baltimora fu la più grande assemblea di vescovi cattolici tenutosi fuori Roma dopo il Concilio di Trento, e contribuì alla creazione del famoso Catechismo di Baltimora.
La basilica ha accolto milioni di visitatori nei suoi 200 anni di storia, tra cui papa Giovanni Paolo II nel 1995, madre Teresa di Calcutta nel 1996, il patriarca Bartolomeo I di Costantinopoli nel 1997. Molti altri santi personaggi sono strettamente legati alla storia della basilica come madre Mary Elizabeth Lange, fondatrice delle Suore Oblate della Provvidenza, il primo ordine di discendenza afro-americana; padre Michael J. McGivney, fondatore dei Cavalieri di Colombo, venne ordinato sacerdote nella basilica nel 1877 per mano dell'arcivescovo James Gibbons; san Giovanni Nepomuceno Neumann, che è ritenuto il padre del sistema scolastico cattolico negli Stati Uniti, ha operato presso la cattedrale.

## Architettura

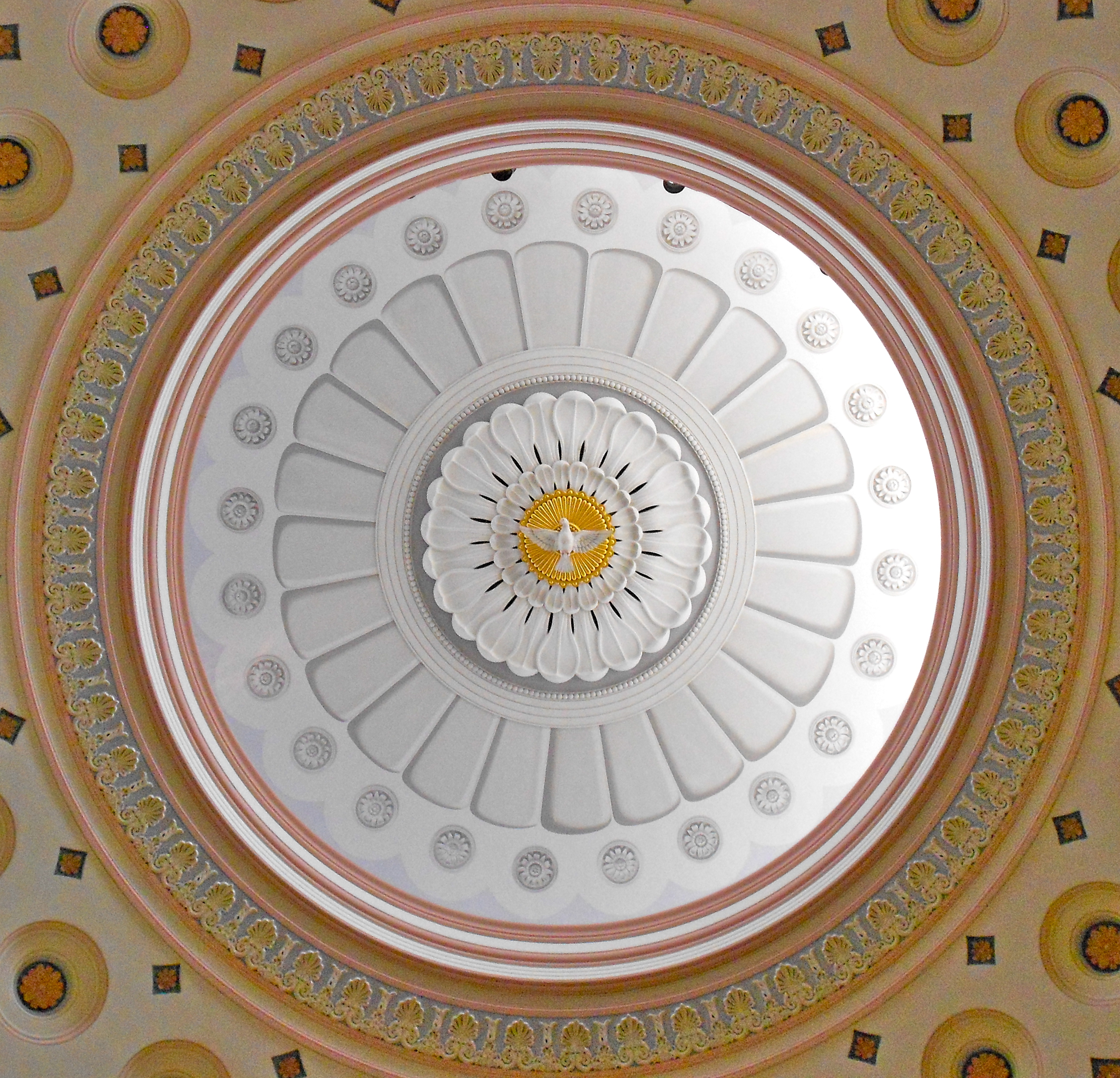
Interno della cupola

La concattedrale è una costruzione monumentale realizzata in stile neoclassico; presenta una pianta a croce latina a sottolineare il tradizionale legame voluto da Latrobe con le chiese europee.

### Esterno
La facciata principale della basilica è un portico greco con colonne ioniche in un doppio esastilo, seguito immediatamente dopo da una coppia di torri campanarie di forma cilindrica. Lo storico dell'architettura Henry-Russell Hitchcock avanzò però l'ipotesi che le cupole a cipolla che sovrastano i campanili laterali della chiesa non fossero stati opera di Latrobe, ma studi recenti hanno invece dimostrato che essi erano già parte del progetto originario, sintomo della volontà di legare con la tradizione, ma anche di rompere con gli schemi ordinari dell'architettura neoclassica.
I muri esterni sono realizzati in gneiss grigio argento, originario delle cave di Ellicott City nel Maryland.

### La cupola
Il progetto originale di Latrobe comprendeva una grande cupola classica con lanterna al termine, ma il collega Thomas Jefferson, all'epoca a capo del Architect of the Capitol, suggerì la realizzazione di una cupola a doppia copertura (una tipologia già suggerita dall'architetto francese Philibert Delorme nel XVI secolo) con 24 aperture in vetro sul soffitto che lasciassero filtrare la luce internamente. Per la cupola interna, Latrobe creò una semisfera con dettagli classicheggianti, adorna con decorazioni illusorie dipinte.

### L'interno
All'interno della struttura, il grande spazio occupato dalla cupola crea la centralizzazione ideale tra il transetto longitudinale e quello trasversale del progetto, dando l'impressione che la basilica sia ancora più grande delle sue effettive dimensioni, il tutto ampliato ancora di più con la presenza di cupole secondarie.

### I restauri del XXI secolo

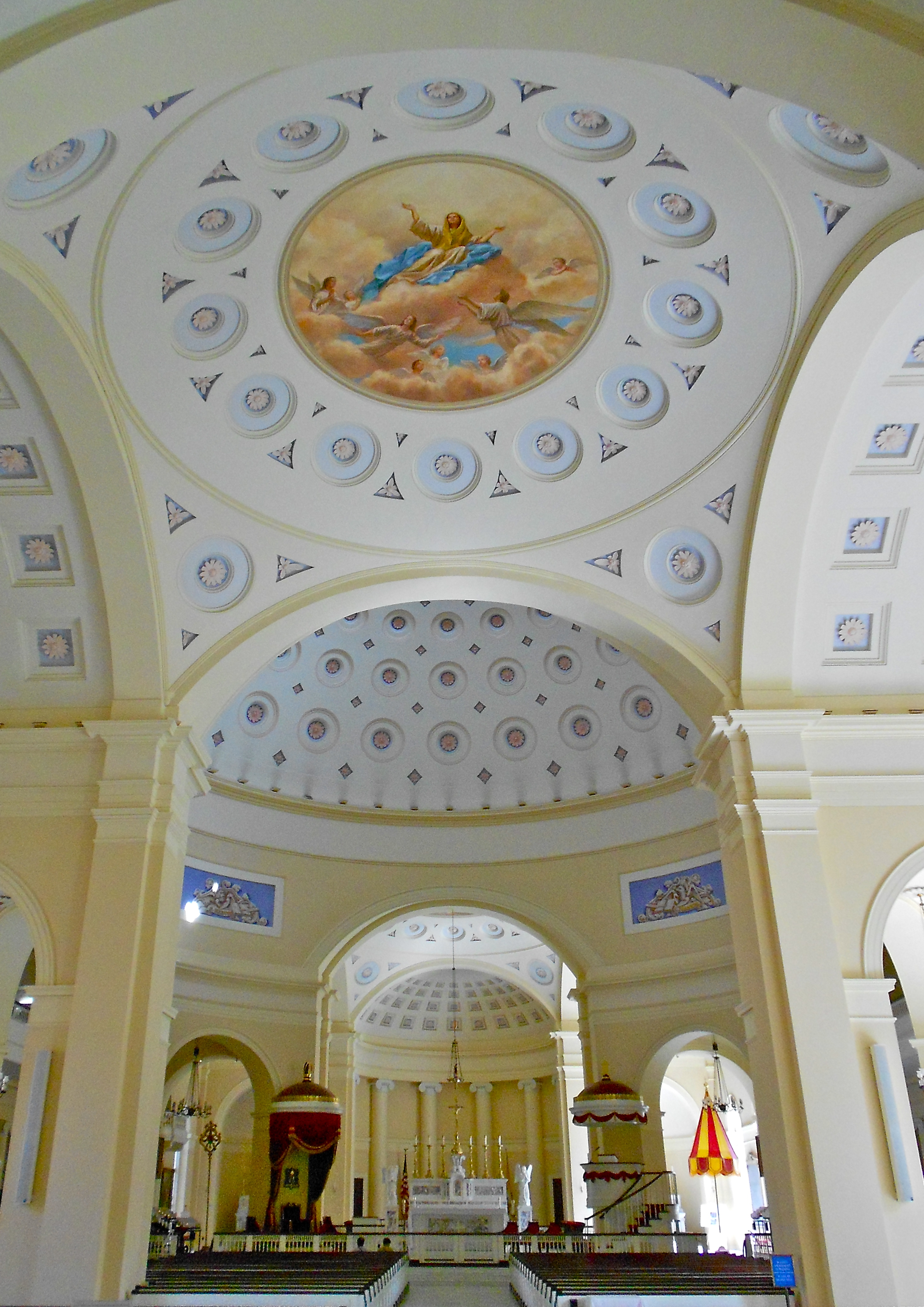
Sguardo verso l'altare maggiore

Nel 2006 si è concluso un progetto di restauro durato 32 mesi per un costo di 34.000.000 di dollari per l'intera struttura della basilica. Il restauro ha riportato il progetto al suo originario splendore, rimuovendo ridipinture successive e alterazioni estranee al progetto di Latrobe. Le ventiquattro vetrate della cupola vennero riaperte dopo che erano state chiuse a fine Ottocento, ristrutturando anche le vetrate istoriate presenti sulle pareti. I colori murari originali tendenti al giallo, al blu ed al rosa, vennero riportati alla luce, così come il colore chiaro del marmo che per secoli si era tramutato in verde scuro.
Inoltre, la cripta della basilica venne aperta al pubblico dopo secoli nei quali era stata riempita con sabbia perché fosse di sostegno alla struttura sovrastante. Dopo adeguati accertamenti strutturali, con l'ultimo restauro la sabbia è stata rimossa e vi si è realizzata una cappella dedicata alla Madonna e sfruttata per la celebrazione di Messe feriali nei periodi invernali.
Il cardinale William Henry Keeler, arcivescovo emerito di Baltimora, fu tra i principali promotori di questi lavori di restauro, e contribuì ai lavori di restauro con cospicue donazioni personali. La basilica rimase chiusa dal novembre del 2004 sino al novembre del 2006, riaprendo in tempo per il bicentenario della costruzione della basilica e per il biennale incontro della Conferenza dei vescovi cattolici degli Stati Uniti, che si tenne proprio a Baltimora per rimarcare l'importanza di questo grande monumento.

## Altre immagini

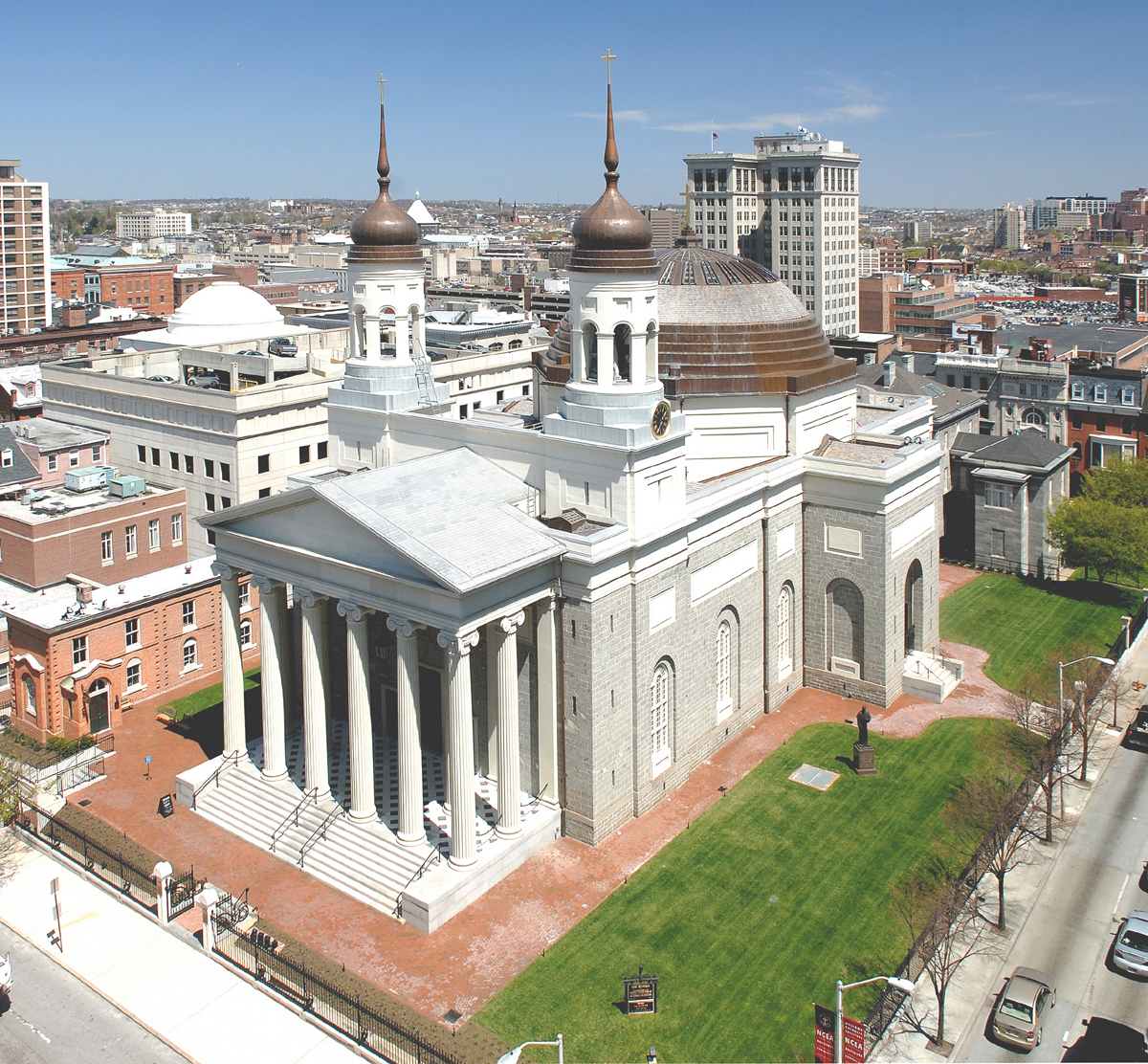
Esterno
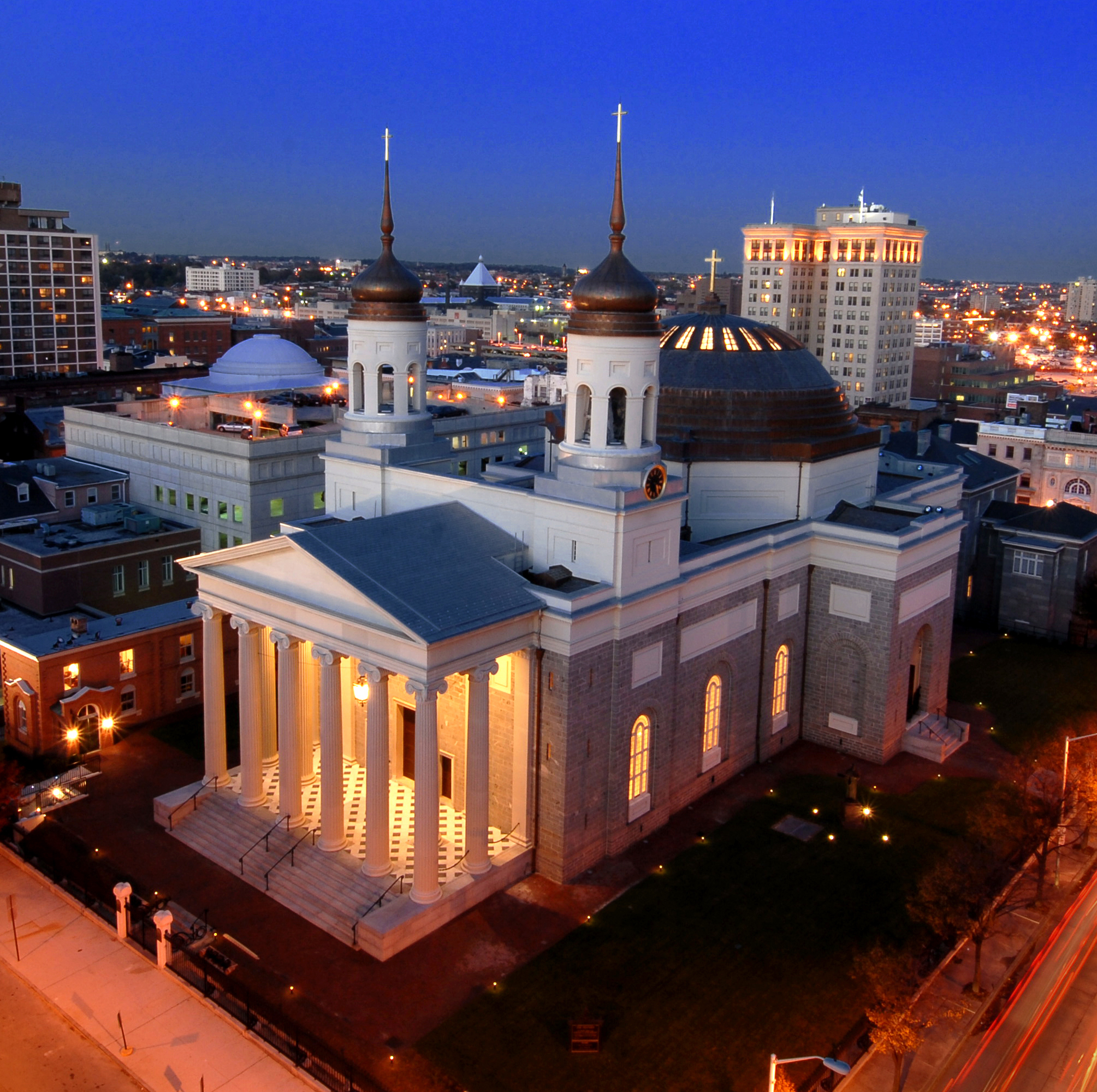
La basilica di notte
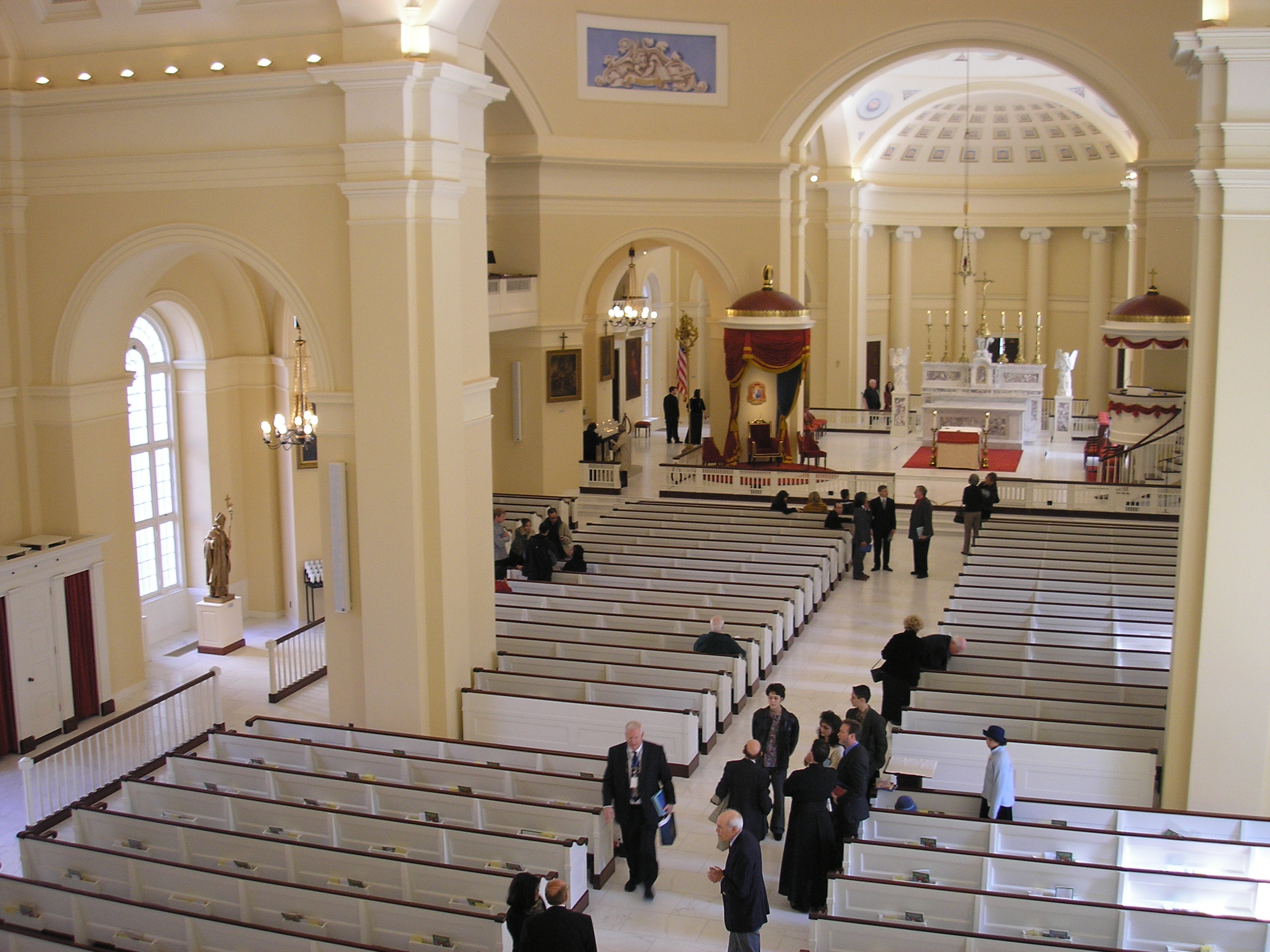
Veduta dell'interno